# Трищетинник желтоватый
Трищети́нник желтова́тый, или Трищети́нник лугово́й (лат. Trisétum flavéscens) — типовой вид рода Трищетинник (Trisetum)  семейства Злаки, или Мятликовые (Poaceae).

## Распространение и экология
Встречается во многих частях Европы, на Кавказе, в Северной Африке, также был интродуцирован в Австралии и Новой Зеландии.
Произрастает на богатых питательными веществами и основаниями лугах, особенно в горных и холмистых районах. В Альпах этот вид можно найти на высоте до 2400 м. На высоте от 400 до 900 м во влажных и прохладных районах он является характерным видом местных растительных сообществ. Он обычен в Альпах и в Центрально-германском нагорье.
Растёт на глинистых и суглинистых почвах содержащих известь. Плохо развивается на песчаных бедных и избыточно увлажнённых почвах с застойными водами. Растение чувствительно к суровому климату, не переносит засухи и избыточного увлажнения.

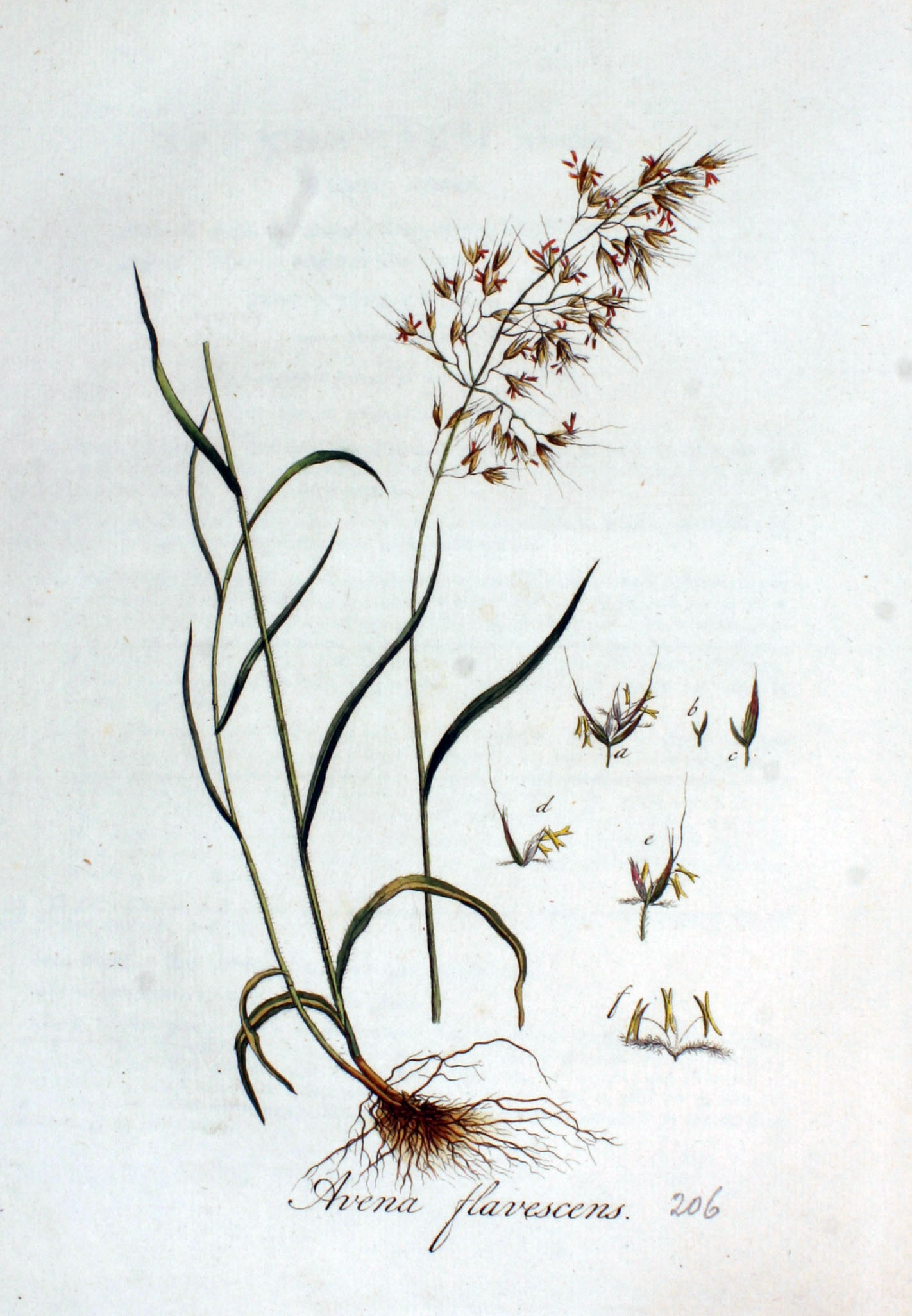
Трищетинник желтоватый.

## Ботаническое описание

### Вегетативные органы
Многолетнее травянистое растение, образующее рыхлые кусты. Образует прямостоячие жёлто-зелёные стебли высотой 20—80 см (редко до 100 см) с 2—5 дочерними кустами, образовавшимися путём вегетативного размножения. Стебли несут простые листья с опушёнными листовыми влагалищами. Листовые пластинки 3,5—12 см длиной и 2—5 мм шириной. Очень короткая лигула имеет отчётливо зубчатые края.

### Генеративные органы
Соцветие — длинная узкая метёлка длиной до 20 см. По мере созревания её цвет меняется от зеленовато-жёлтого до пурпурного, в созревшем виде приобретая характерный золотой цвет. Во время цветения, длящегося с мая по июнь, цветоносы раскинуты с стороны, позже они собраны вместе. Колоски длиной 5—7 мм, уплощённые, колосковые чешуи с килевидными выступами. Плёнчатая нижняя цветковая чешуя, снабжённая остью, расщепляется у конца.
Тычинки 3, 1,3—2,5 (редко до 2,8) мм длиной.

### Хромосомный набор
Число хромосом 2n = 36 у трищетинника желтоватого необычно для трибы Aveneae, к которой он относится. Основное число хромосом представителей этой трибы x = 7.

### Устойчивость к вирусам
Вид чувствителен к мозаичному вирусу YOgMV рода Tritimovirus.

## Значение и применение
В зелёном виде на пастбище и в сене хорошо поедается всеми видами животными. Сено сохраняет питательность после нескольких укосов и даже перестоявшие стебли с листьями остаются мягкими и поедаются удовлетворительно. На пастбище плохо переносит вытаптывание. Даёт хорошую отаву. Второй укос чаще больше первого.
В фазе цветения растения содержат (в разных пунктах произрастания): 4,7—5,2 % протеина, 1,4—2,3 % жира, 36,5—45,4 % БЭВ, 29,3—34,5 клетчатки, 4,9—7,3 % золы.
Трава как в свежем виде и в виде сена может вызывать кальциноз скота, сопровождающийся отложением кальция в мягких тканях, в том числе мышцах и сухожилиях, сердце и крупных артериях, включая аорту.
У коров возникают различные симптомы при движении и стоянии, а также уменьшение удоев. У коз появляются сердечный шум и аритмия, потеря веса, трудности при ходьбе, становится сложно опускаться на колени и подниматься, уменьшаются удои. Лошади страдают от болей в сухожилиях и связках, начинаются потеря веса и сложности при движении.
В настоящее время во многих местах растение стало сорняком.